# Svenska ortnamnsefterled

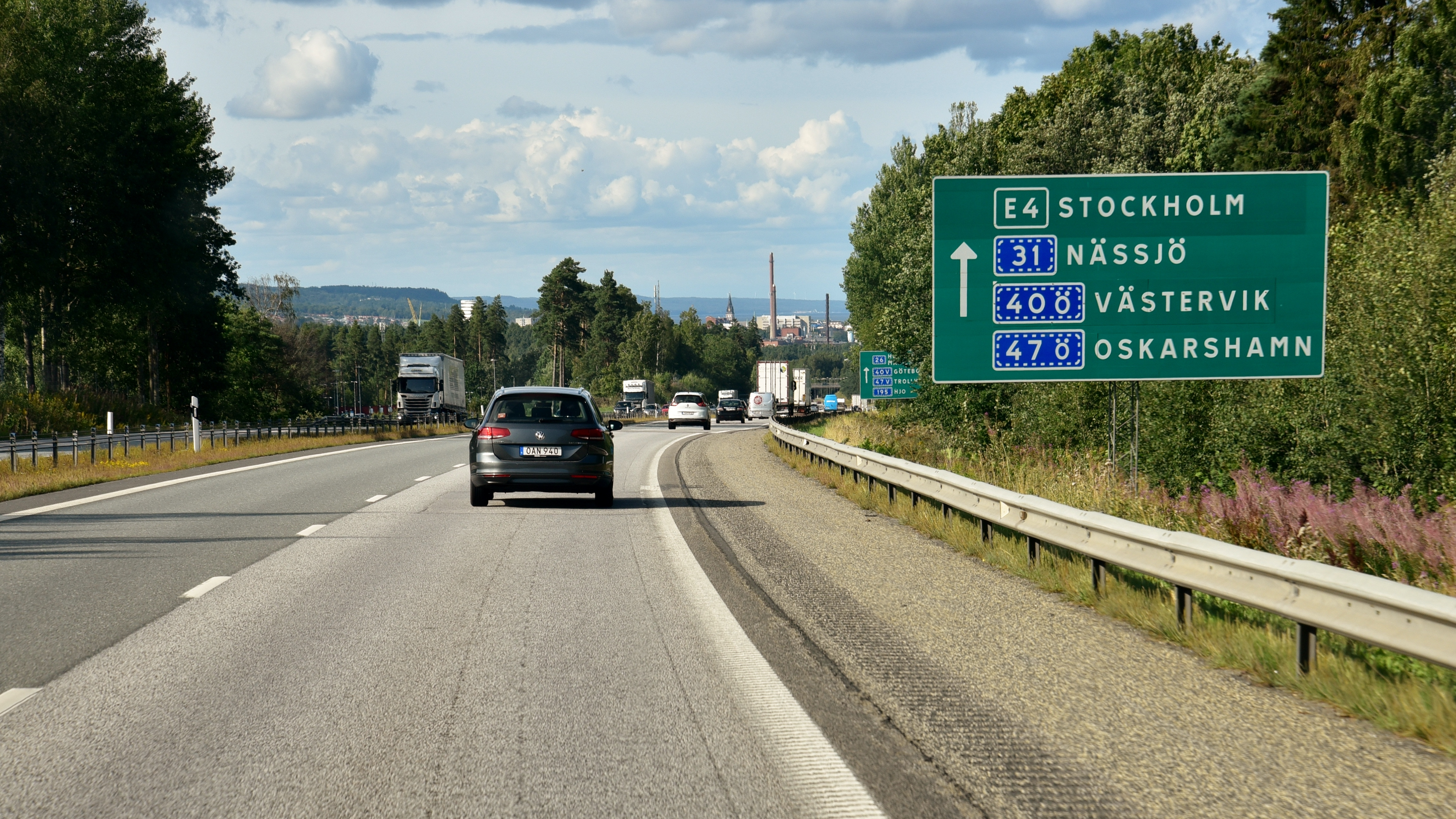
Vägskylt med några orter vars namn slutar på -holm, -sjö, -vik, och -hamn.

Svenska ortnamnsefterled är sista ledet i sammansatta ortnamn som antingen förekommer i Sverige eller kommer ur svenskan. Förled och efterled förekommer i alla sammansatta ord och många svenska ortnamn är sammansättningar. I artikeln redovisas efterled som avser bebyggelsenamn. Dessa kan vara primära eller sekundära. Primära är sådana bebyggelsenamn som från början avsett bebyggelse, som -by. Naturnamn som -vik har i många fall senare kommit att beteckna bebyggelse (som Västervik). Även artefaktnamn som -bro har kommit att beteckna bebyggelse (som Örebro).
I ortnamnsforskningen spelar efterleden en stor roll som del av ortnamnen (ortnamnelement), därför att många efterled är så vanliga. Exempelvis har mycket forskning ägnats åt ortnamnselementen by, böle, lösa, rum och stad. Att kunna avgöra ortnamnens etymologi är centralt, liksom deras ålder och deras geografiska utbredning.
Ortnamn kan även antingen bestå av ett enda ord (till exempel Berg i singular eller Berga i plural) eller ha en avledningsändelse tillagd till grundordet. Vanliga sådana ändelser är -inge och -unge (till exempel Steninge och Almunge). Se vidare Svenska ortnamnsändelser.

## Allmänt om ortnamnsforskningen
Ortnamns efterled kan ha en betydelse som ännu är fullt begriplig, som till exempel -holm, men också där ordet i efterledet inte längre används i modern svenska, men där man i språkforskningen känner till motsvarigheter till ordet i fornsvenska, isländska, fornengelska etc. Ortnamnen har också ofta förvanskats så att man måste gå tillbaka till äldre källmaterial för att få se hur ortnamnen ursprungligen kan ha låtit för att utröna betydelsen av dem.
I vissa enskilda fall har betydelsen av ett efterled inte heller kunnat fastställas eller endast kunnat begripas med vissa tveksamheter på grund av att jämförelse endast förelegat med ett ord på fornengelska etc. Det gäller till exempel efterledet -ust i ortnamnet Orust och förledet Vad i ortnamnet Vadstena, vilka antas syfta på ett fornsvenskt och fornnorskt idag försvunnet vazt/vozt, med motsvarighet i fornengelskan med betydelsen fiskeplats. Samma betydelse föreligger också sannolikt hos efterledet i ortnamnet Alvastra, som då betyder "ål-fiskeplats". Efterledet utgörs då av varianten -vazter (synonym till vazt på samma sätt som holm/holme förhåller sig till varandra) i den plurala formen -vaztra (pluralis genitiv). Pluralformen är vanlig hos ortnamn.
Dessutom kan ortnamn med idag fullt begripligt förled och efterled ha en oklar syftning som ändå gör ortnamnet oklart, till exempel gäller det ortnamnet Stockholm.
Efterledet i ett ortnamn kan ofta ge en uppfattning om ortens ålder och karaktär beroende på jämförelse med arkeologiskt material på jämförbara platser med jämförbara ortnamn och beroende på geologisk aktivitet som landhöjning etc., till exempel om ortnamnet ursprungligen syftat på ett läge vid en idag uppgrundad vik och så vidare. I denna artikel anges därför en del uppgifter om hur gamla en del av ortnamnen antas vara. Det ska dock poängteras att en kyrka också kan ha byggts i utkanten av en äldre bebyggelse och därför fått ett yngre namn, eftersom denna del av socknen hade detta yngre namn (se exempelvis i artikeln Ucklum om detta ortnamn).

## Termernaefterledochändelser
Termen efterled avser ett sammansatt ords sista led. Många ortnamn är sammansatta av förled och efterled, men det finns också osammansatta ortnamn som Vi och Boo. Många ortnamn har böjningsändelser som till exempel -a i Mora, -e i Linde och -om i Krokom. Även avledningsändelser förekommer, som -und i Ragunda, samt den mycket vanliga ändelsen -inge, -unge i Västerhaninge, Skuttunge. Ibland kan det vara svårt att veta vad som är ändelse och vad som är efterled. Ett exempel är ortnamnet Näsum. Man vet inte säkert om -um är beteckning för pluralis av näs (då är -um en ändelse) eller om -um kommer av -hem (då är -um ett efterled).

## Definition
Med svenska efterled kan avses efterled i Sverige (svenska, finska och samiska). Det kan också betyda efterled som kommer av svenska ord, både i Sverige och i Finland. Huvuddelen av de efterled som nämns här är ortnamn i Sverige med efterled som kommer av svenska ord. Vissa ortnamn som har ett sådant efterled men finns i Finland nämns också, exempelvis Helsingfors. Även på Åland har de allra flesta orterna och byarna ett svenskt namn. I Norrbotten finns ett stort antal sekundära bebyggelsenamn med finskt ursprung, och några vanliga efterled för sådana ortnamn nämns också, alltså namn som slutar på -järvi, -vaara med flera. Samiska bebyggelsenamn i Sverige är inte fullt så vanliga som de finska. Vissa ortnamn med samiskt ursprung har också försvenskats, så att exempelvis Arvidsjaur kommer av de umesamiska Arviesjávvrrie där förledet betyder 'rikt givande'. Eftersom samiska bebyggelsenamn med vanliga efterled inte finns i så stort antal har endast -jaur/-jaure nämnts här.

## Kartor
Kartorna visar, regionalt, ortnamnsefterledens andel av alla ortnamn. Syftet är att ge en översiktlig bild utifrån dagens kartnamn. Kartorna bör tolkas försiktigt och främst ses som en inspiration till fördjupade studier.
Metod: Inom en flytande cirkel med 3 mils radie har andelen ortnamn med aktuellt efterled av alla ortnamn beräknats och utifrån dessa värden har iso-linjer konstruerats. För att undvika procentberäkningar på låga värden har mätpunkter med färre än 50 ortnamn utelämnats.
Kartans ytor har färg efter den andel som kartändelsen har av alla kartnamnen. Färgerna går från rött (högsta procentuella värdet inom kartan) över grön och blått till beige.
Längst ner finns en länk till Lantmäteriets "Kartsök". Fyll endast i ett ortnamnsefterled och en förteckning samt en karta visas.

## -ala, -ele, -el
Ett antal namn med efterledet -ala finns i Hälsingland, Uppland, Västergötland och Östergötland. -ala är en pluralform av -al som sedan länge har ansetts betyda 'hedniskt tempel'. Tre sockennamn, Fryele, Friel och Fröjel, har efterleden -el, -ele, som kommer av -al. På senare tid har denna uppfattning ifrågasatts. Istället har en betydelse 'samlingsplats i ofredstider' framförts som möjlig. Ovannämnda -ala ska inte förväxlas med det finska -la i till exempel Pajala. Det finska -la är en boplatsangivande ändelse.
Det finns också några "falska" -ala med andra betydelser i Uppland, Södermanland och Närke.
Exempel
- Götala, herrgård i Skara kommun
- Götala, by i Styra, Östergötland
- Motala, kommun i Östergötland
- Riala, socken i Uppland
- Norrala, socken i Söderhamns kommun, Hälsingland
- Söderala, tätort i Söderhamns kommun, Hälsingland
- Fryele i Småland
- Friel i Västergötland
- Fröjel på Gotland

## -alt
I kombination med ett förled som slutar på a, ändras ofta efterledet -hult till -alt. Efterledet förekommer i Halland och norra Skåne.

alt

Exempel
- Boalt, Örkelljunga kommun i Skåne
- Boalt, Östra Göinge kommun i Skåne
- Häljalt i Skåne
- Vasalt i Skåne

## -arp
I kombination med namn vars förled slutar på -a (gammal genitivändelse -a, eller -ar), kan efterledet -torp bli -arp. Exempel är gårdsnamnet Alarp i Östergötland som utvecklats från Allathorp (1381) via Alaorp (1545) till Alarp.
Ortnamnen med efterledet -arp är vanliga i Skånelandskapen, Småland och Östergötland och Västergötland. Som ersättning för det ursprungliga -arp har ibland i Skåne och Halland formerna -rup/-erup uppkommit. Dessa utvecklades på Själland, och infördes i Skåne genom danskt skriftspråk före den svenska erövringen.
Exempel
- Alnarp, Lomma socken, Skåne
- Barnarp, Småland
- Dörarp, Småland
- Fammarp, Halmstads kommun, Halland
- Genarp, Lunds kommun, Skåne
- Häljarp, Landskrona kommun, Skåne
- Kattarp, Kattarps socken, Skåne

arp

- Kopparp, Ödeshögs kommun, Östergötland
- Mularp, socken i Västergötland
- Porrarp, Vittsjö socken, Skåne
- Påarp, Välluvs socken, Skåne
- Tjörnarp, Tjörnarps socken, Skåne
- Sibbarp, socken i Halland
- Tollarp, Västra Vrams socken, Skåne
- Tovarp, Asby socken, Östergötland

## -arv
Efterledet -arv betyder 'egendom som tagits i arv' och förekommer i västra Nyland och Åboland. Möjligtvis består förledet av namnet på den som ärvts.
Exempel
- Bromarv, Nyland
- Finnarv, Egentliga Finland
- Håkansarv, Nyland

## -arvaby, -arby
Efterledet -arvaby eller -arby är sammansatt av -arve (arvinge) och -by. Formen förekommer i Dalarna, norra Uppland och södra Finland och på Åland. Alla ortnamn på -arby handlar dock inte om arv, utan kommer av att slutledet på förledet slutar på -ar, till exempel Skräddarby. 
Exempel
- Gennarby, Nyland
- Tosarby, Åland, 'Tores arvinges by/gård'
- Klåsarby, Nyland 'Klas arvinges by/gård'

## -arve
Efterledet -arve betyder 'arvinge' och förekommer ofta på Gotland, men inte i några andra landskap. Ortnamn med detta efterled bildades huvudsakligen under medeltiden.

arve

Exempel
- Botarve
- Barnarve
- Kauparve
- Smissarve
- Snäckarve

## -arven
Efterledet -arven finns i Hälsingland och betyder 'arvegods'.
Exempel
- Ingesarven

## -arvet
Efterledet -arvet finns enbart i Dalarna och betyder 'arvegods'. Dessa ortnamn bildades under sen medeltid.

arvet

Exempel
- Baggarvet
- Bomsarvet
- Domnarvet
- Harmsarvet
- Hönsarvet

## -benning

benning

-benning är en förkortning av 'hyttobygning', alltså hytta. Namnen är från medeltiden.
Efterledet finns i Bergslagen, framförallt i Fagersta, Norbergs, Avesta och Hedemora kommuner.
Exempel
- Ingvallsbenning i Dalarna
- Karbenning i Västmanland
- Olsbenning i Västmanland

## -berg

berg

Efterledet 'berg' har två olika betydelser.
1/ I Bergslagen har 'berg' ofta med bergshantering att göra och betyder då 'bergslag', 'bergverk', 'gruvfält'.
Exempel
- Dalkarlsberg i Västmanland
- Garpenberg i Dalarna
- Grängesberg i Dalarna
- Kopparberg i Västmanland
- Lindesberg i Västmanland
- Norberg i Västmanland
- Persberg i Värmland

2/ I övrigt betyder efterledet just 'berg'.
Exempel
- Brunnsberg i Dalarna
- Falkenberg i Halland
- Hallsberg i Närke
- Taberg i Småland

I samband med ett personnamn syftar 'berg' ofta bara på någon liten höjd.
Exempel
- Adolfsberg i Örebro
- Marieberg i Stockholm

## -berga
Efterledet '-berga' betyder berg eller höjder (i plural).
Det finns i södra och mellersta Sverige, bland annat i Småland och på Öland.
Exempel
Ett mycket vanligt namn är Solberga som betyder 'solbelysta berg eller höjder'.
- Solberga socken, Skåne
- Solberga socken, Bohuslän
- Solberga, Nässjö kommun

Andra -berga:
Exempel
- Kläckeberga socken, Småland
- Triberga, Öland
- Varberga, Närke
- Tillberga, Västmanland
- Åkersberga, Uppland

## -bo
En betydelse av -bo är 'inbyggare'. Denna betydelse finns i en del häradsnamn och sockennamn.
Exempel
- Albo härad, Skåne
- Kärrbo socken, Västmanland

En annan betydelse är 'bygd'. Bland annat finns denna betydelse i en del sockennamn i Gävleborgs län.
Exempel
- Delsbo, Hälsingland
- Hanebo socken, Hälsingland
- Ockelbo, Gästrikland

Betydelsen 'bygd' förekommer även i gotländska ortnamn som slutar på -lingbo. Mellanledet -ling- betyder 'inbyggare' eller 'ättlingar'.
Exempel
- Hablingbo på Gotland

En tredje betydelse är 'gård'. Den betydelsen finns i Bjälbo och Grebo i Östergötland, som så småningom blev kyrksocknar.
De ortnamn med efterledet -bo som är bygdenamn, sträcker sig ända tillbaka till förhistorisk tid. Däremot är de -bo-namn som betecknar 'gård' från medeltiden.

## -bo, -boda
| bo |  | boda |
| bo |  | boda |

Efterledet -bo har flera betydelser än de som nämnts ovan. Den allra vanligaste betydelsen är 'bod'. I dessa fall är -bo en försvagad form av -boda. De flesta namnen med efterledet -bo eller -boda är från medeltiden, men det finns också ortnamn av denna typ som är ända från vikingatiden. Efterledet -boda är äldst och började förekomma under vikingatiden, men merparten är från medeltiden och framåt. Från och med 1500-talet började -boda förkortas till -bo. Ortnamnen på -boda och -bo anses ha sitt ursprung i bodar vid slåttermarker. -bo och boda-namnen används ofta i samband med ett förnamn eller en personbeteckning. Under nyare tid har -bo kommit att beteckna ett allmänt 'bebyggelse'.
Exempel på namn med efterledet -bo
- Skogsbo, Enköping, Uppland
- Andersbo, Uppland
- Gunnilbo, Västmanland

Exempel på namn med efterledet -boda
- Eringsboda i Blekinge
- Pålsboda i Närke
- Spannarboda i Västmanland

En del boda-namn har ett träd som förled.
Exempel
- Aspeboda i Dalarna
- Lönsboda i Skåne

## -bodarna

bodarna

Efterledet bodarna betyder fäbodvall.
Exempel
- Brintbodarna i Dalarna
- Ljusbodarna i Dalarna
- Mångsbodarna i Dalarna
- Ållstabodarna i Ångermanland
- Ärstabodarna i Ångermanland

## -bol, -böle
| bol |  | böle |
| bol |  | böle |

Efterledet -bol betyder 'gård, nybygge, nyodling'. -bol är en avledning av verbet -bo. Ur -bol har -böle uppstått genom omljud. Dessa efterled är från medeltiden och även från nyare tid.
En speciell grupp är de namn som kommer av fornsvenska *nybyli (nybygge) och *þykbyle (tät bebyggelse). Ur *nybyli har namn som Nibble, Nybble, Nöbbele och Nöbble uppstått, och ur *þykbyle kommer Tybble och Tibble. Ortnamnen i denna grupp betecknar ofta stora byar, och dessa byar anses ha uppstått under vikingatiden. De finns i Skåne, Småland, Östergötland och (när det gäller Nibble, Nybble, Tibble och Tybble) framför allt i östra Svealand.
Den yngre bebyggelsen på -bol och -böle var nybyggen och nyodlingar på utmark. De uppstod med efterledet -bol i västra Götaland, i Värmland, Södermanland och Uppland, och med efterledet -böle i östra Småland, på Öland, i Uppland, närliggande Åland och i Norrland. Förutom på Åland förekommer orter med -böle eller förfinskningen med -pyöli, längs hela kusten från Österbotten i norr till gränsen till Ryssland i sydost.
Exempel på -bol:
- Andersböle, Jomala,
- Brandsbol i Värmland
- Bäckebol i Göteborg
- Håbol i Dalsland
- Klässbol i Värmland
- Kåtebol i Bohuslän
- Rossbol i Jämtland
- Ändebol i Södermanland

Exempel på -böle:
- Baggböle i Västerbotten
- Baggböle stadsdel i Helsingfors, Finland
- Kårböle Hälsingland
- Nupurböle, stadsdel i Esbo, Nyland, Finland
- Oxböle i Jämtland
- Skallböle i Medelpad

## -borg/-borga

borg

Betecknar oftast att det legat en större människogjord befästning på platsen eller en naturligt svårframkomlig plats, ett naturligt fäste eller landborg, eller en anlagd borg, exempelvis en vikingatida trelleborg i Skåne.
Exempel
- Björneborg i Satakunta
- Göteborg i Västergötland
- Helsingborg i Skåne
- Karlsborg i Västergötland
- Raseborg i Nyland
- Trelleborg i Skåne
- Uleåborg i Norra Österbotten
- Viborg i Leningrad oblast
- Vänersborg i Västergötland

## -born

born

Efterledet är den bestämda formen av 'bor', 'passage mellan eller utmed vatten'.
Exempel
- Björkborn i Värmland
- Gåsborn i Värmland
- Kärvingeborn i Västmanland
- Sundborn i Dalarna

## -by

by

Det finns 4266 -by i Sverige enligt Lantmäteriet.
-by som ortnamnsefterled (fornsvenska by(r)) kan beteckna dels 'enstaka gård' och dels 'by, samling av gårdar'. Betydelsen får bedömas från fall till fall.
I några fall har orter med ortnamn -by så småningom blivit städer, vilket i åtminstone Visbys fall kan ha att göra med inflytande från Danmark (där "by" betyder stad).
Många ortnamn med -by som efterled har hög ålder. Oftast brukar forntida ortnamn på by ha naturföreteelser i förleden, medan yngre ortnamn med -by ofta har ett personnamn i förleden.
Vissa namn på -by är den ursprungliga leden -bygd.
Exempel på ortnamn med efterledet by:
- Husby, Husaby finns i ett stort antal. Betyder administrativ gård för kungen, det som senare kallas kungsgård.
- Lundby finns i ett stort antal och betyder 'by invid skogsdunge'.
- Norrby, Norby finns i ett stort antal. Betyder byn norr om moderbyn.
- Väsby finns i ett stort antal. Betyder byn väster om moderbyn.
- Ösby finns i ett stort antal. Betyder byn öster om moderbyn.
- Söderby (85 st), Sörby (244 st).
- Aneby, Småland
- Hultaby, utanför Vetlanda
- Nordby, Bohuslän
- Nyby, Jämtland
- Nyby, Småland
- Näsby utanför Vetlanda
- Gusselby, Västmanland
- Älvkarleby, Uppland

Attundaland:
- Karby
- Brottby betyder egentligen bryteby, jämför Husby
- Hagby
- Täby socken, med Täby kyrkby

Tiundaland:
- Rinkeby betyder krigarens by

Städer:
- Karleby
- Ljungby
- Mjölby
- Nykarleby
- Ronneby
- Vimmerby
- Visby

Utanför traditionellt svenskspråkigt område:
- Grimsby (Stad i England, döpt av nordiska vikingar.)
- Gammalsvenskby, samhälle i Ukraina bildat av estlandssvenska utflyttare från Dagö

## -byn

byn

Bestämd form av -by, som är vanlig i stora delar av Norrland och även förekommer i Dalarna, Värmland och Dalsland samt sporadiskt även i andra delar av Götaland och Svealand.
Exempel
- Edsbyn i Hälsingland
- Fanbyn i Medelpad
- Gunnarsbyn i Norrbotten
- Högsbyn i Dalsland
- Masugnsbyn i Lappland
- Skattungbyn i Dalarna
- Sundsbyn i Värmland
- Valsjöbyn i Jämtland
- Öjebyn i Norrbotten

## -bygget
Ortnamn som betyder nybygge eller nyodling. Namntypen förekommer främst i Halland och norra Skåne.
Exempel
- Drakabygget i Örkelljunga kommun
- Flammabygget i Knäreds socken, Höks härad, Hallands län
- Lekarebygget i Knäreds socken, Höks härad, Hallands län
- Linghultsbygget i Knäreds socken, Höks härad, Hallands län
- Porsabygget i Knäreds socken, Höks härad, Hallands län

## -böte
Syftar på en kulle eller annan höglänt plats på vilken det stått en vårdkase. Namn som innehåller ”böte” förekommer längs Sveriges östkust från Blekinge till norra Uppland, i den åländska och österbottniska skärgården, samt längs Finska vikens norra kust. Ordet har troligen sitt ursprung i det fornsvenska verbet böta (slå eld).
Exempel
- Nämdö böte i Stockholms skärgård

## -dal/-dala/-dalen
Exempel på ortnamn med efterledet -dal/-dala/-dalen
- Grönadal i Blekinge
- Mölndal i Västergötland
- Henriksdal i Södermanland
- Ljusdal i Hälsingland
- Offerdal i Jämtland
- Kyrkdal i Ängermanland
- Svedala i Skåne
- Kortedala i Göteborg
- Enskededalen i Stockholm
- Högdalen i Stockholm
- Älvdalen i Dalarna
- Lofsdalen i Härjedalen
- Vemdalen i Härjedalen

## -damm
Exempel
- Mariedamm i Närke
- Saladamm i Västmanland

## -drag
Efterledet -drag förekommer mest efter ostkusten till och med Gästrikland. Dess betydelse är 'land mellan två vatten, där man måste dra båten'. -drag kan också användas om ställe på havet eller sjön vilket är starkt utsatt för vind och vågor, som i Långedrag.
Exempel
- Långedrag, primärområde i Göteborg
- Skalkedrag, torp i Misterhults socken i Småland
- Stordrag, gård i Börstils socken i Uppland

## -dråg
-dråg betyder dal
Exempel
- Askedrågen, Häggedrågen, natur- och torpnamn i Jösse härad, Värmland

## -ed/-eda
-ed betyder "passage mellan eller utmed vatten"
Exempel på ortnamn med efterledet -ed/-eda
- Dals Långed
- Hamneda
- Hjorted

## -eke/-ike/-icke
Efterledet -eke betyder 'ekdunge'. När ett gudanamn är förled anses det att platsen har använts för kult av denna gud. I Uppland finns Onsike, aff odheneke 1409, och i Södermanland finns Onsicke, j odhinseke 1365. Där dyrkades i forntiden guden Oden. I Skåne finns Torseke, y Torsege 1570-talet, där guden Tor dyrkades.

## -ene
Efterledet kommer av vin, som betyder 'betesmark; äng'. Det förekommer i Bohuslän, Västergötland och Värmland. Namnen med efterledet -vin (som långt senare har blivit -ene), började uppstå vid tiden för Kr. f. och har sedan varit produktiva fram till 1000-talet. I södra och sydvästra Värmland kan -ene i många fall vara en pluralisändelse (dativ, bestämd form), som i Vikene. Men det kan också komma av -vin, som i Bredene och Lökene.
Exempel
- Tossene, Bohuslän
- Götene, Västergötland
- Levene, Västergötland
- Södra Härene, Västergötland
- Vittene, Västergötland
- Bredene, Värmland
- Lökene, Värmland

## -fallet
Betyder 'åkerstycke, åkerskifte'; 'mark där skogen är fälld (ibland för nyodling)'.
Exempel
- Krogsfallet, Östergötland
- Lindefallet, Hälsingland
- Slätfallet, Gästrikland

## -fors/-forsa/-forsen

fors

Exempel på ortnamn med efterledet -fors/-forsa/-forsen
- Bengtsfors
- Bodafors
- Degerfors
- Hagfors
- Helsingfors
- Kramfors
- Munkfors
- Nyfors
- Orrefors
- Storfors
- Rimforsa
- Tammerfors

## -garn
Efterledet kan betyda 'långt, smalt vattendrag; smal udde, eller smal vik och även holme. Det förekommer i Uppland, Södermanland och på Gotland.
Exempel
- Angarn, sydöstra Uppland
- Venngarn i Uppland
- Södergarn på Lidingö som i forntiden utgjorde en holme skild från Lidingös fastland.
- Tullgarn, östra Södermanland
- Gammelgarn, Gotland
- Ljugarn på Gotland

## -haga/-hagen
| haga |  | hagen |
| haga |  | hagen |

Exempel
- Forshaga
- Solhaga
- Vettershaga
- Oxhagen

## -hammar/ -hamra

hammar

Efterledet -hammar kan betyda 'stenig höjd, stenbacke'.
- Bergshamra
- Stenhammar
- Östhammar

En annan betydelse för -hammar är 'industrianläggning med vattendriven hammare'.
- Rockhammar
- Hallstahammar
- Norrahammar
- Surahammar
- Morgårdshammar

## -hamn

hamn

Exempel på ortnamn med efterledet -hamn 
- Karlshamn
- Klagshamn
- Klintehamn
- Kristinehamn
- Nynäshamn
- Oskarshamn
- Söderhamn
- Ulricehamn

## -har, -hara, -haru, -hära, -haren
En har(a) betyder 'stenigt grund', 'stening udde', 'lågt moränrev', 'stenrev' eller 'mindre skär ute mot havsfjärd'. Namnet förekommer speciellt på Åland, i Skärgårdshavet och vid Nylands kust. Förekommer också i Stockholms skärgård. Formen -hära är vanlig på Åland medan -haru förekommer i Åboland och Nyland. Namn med -haren är vanligt förekommande i skärgården i Lövstabukten norr om Karlholmsbruk och fortsätter upp till Gävles och södra Norrlands kust.
Exempel:
- Klovharun (Borgå)
- Gråhara (Helsingfors)
- Strandharen (Houtskär)
- Rönnhära (Vårdö)
- Stångharen, Hundsharen, Svartharen, Bondharen (skärgården norr om Karlholmsbruk i Lövstabukten).
- Kullerharen, Askharen, Tärnharen, Bildstensharen, Oxharen, Gräsharen, Leharen (grupp av öar nord, nordväst och väst om Limön i Gävlebukten).
- Brusängsharen, Långharen, Alderharen, Rönnharen, Gräsharen (bukten söder om Eskön norr om Gävle).

## -harg
I nutida svenska finns Harg bara som ett osammansatt ortnamn. Ordet har två betydelser 'stenig mark' och 'kultplats'. Som efterled finns ordet i formerna harg (othinsharg 1286 för Odensala i Uppland), (skætharg 1287 för Skederid), med omljud herghe (Skedherge 1306 för Skerike) och hærgi (thorshærgi 1296 för Torshälla). I dessa sammansatta former betecknar de 'kultplats'.

## -hed

hed

- Salbohed

## -hem

hem

Efterledet hem har flera besläktade betydelser, men är med avseende på ursprunget identisk med dagens svenska substantiv 'hem'. Det är av allt att döma släkt med det grekiska ordet keimai (jämför runsvenskans och isländskans heim) och koite som betyder 'ligga' respektive 'läger, liggplats'. Den ursprungligaste betydelsen är därför 'hemvist', 'plats där man slår sig ner', därav den äldsta betydelsen 'trakt, bygd'. Yngre är därför också betydelsen 'gård'. Namnen på -hem hör till de äldsta namntyperna och är oftast namnet på gamla moderbyar, från vilka yngre byar och gårdar flyttats ut från i omgivningen. Ett annat tecken på deras ålder är att dessa by- och gårdsnamn i stor utsträckning också blivit sockennamn. Huvudsakligen är namnen från tiden före vikingatiden och det stora flertalet har sannolikt tillkommit redan under romersk järnålder (Kr.f.–400) eller folkvandringstid (400–550).
Detta efterled förekommer på olika ställen både på kontinenten, i England, på Shetlandsöarna, Orkneyöarna och i Norden. Kärnområdet i Norden är i Norge, som har cirka ett tusental med detta ortnamnsefterled. I Danmark är de vanliga på Jylland, men förekommer endast sporadiskt på de danska öarna. Island har ett 30-tal namn av en något mer schablonartad karaktär – med naturfenomen som förled, till exempel Sólheimar, Vindheimar. I Finland saknas namnelementet helt.
I Sverige förekommer dessa ortnamn med detta ortnamnsefterled i Västsverige, närmare bestämt i Halland, Västergötland, Bohuslän och södra Värmland. Mest (tätast) förekommer de i Skaraborgsområdet och området däromkring med cirka 80 representanter. I övrigt förekommer dessa namn tätast på Gotland och i Ångermanland i Västernorrlands län och det senare området sträcker sig in i Medelpad. Relativt vanliga är ortnamnen också i Uppland och därefter förekommer de mindre och mindre och sporadiskt i Östergötland, Småland, Södermanland, Skåne, Västmanland och Närke och Blekinge (i Blekinge bara ett bevarat namn). I Gävleborgs län, Dalarna, Västerbottens län, Norrbottens län och Öland saknas denna ortnamnstyp helt.
Under 1800- och 1900-talet har hem fått betydelsen 'hem för en namngiven person'.
Exempel på den äldsta betydelsen 'trakt, bygd':
Ett antal kyrkbyar på Gotland slutar på hem.
- Elinghem
- Eskelhem
- Etelhem

Exempel på namn med den något yngre betydelsen 'gård':
- Dalhem
- Länghem

Exempel på sena ortnamn med betydelsen hem för en viss person:
- Alfredshem

Många ortnamn med efterledet -hem har med tiden spårat ur mer eller mindre och ändrats så att de inte alltid är lätta att identifiera.
Exempel på sådana namn är:
- Alster (Alstrem 1348)
- Askim (Askheims herað 1200-talet)
- Gråmunkehöga (in Gromundhem 1316)
- Hajom (Haghema kirkioby 1403)
- Lindome (i Lyngemä soken 1348)
- Marma i Alunda socken (Marhem 1316)
- Marma i Lagga socken (Marheme 1376)
- Marma i Almunge socken (Mareme 1413)
- Viad (i Wiem 1407)

Se även -um.

## -hester, -hestra
| hester |  | hestra |
| hester |  | hestra |

Betydelsen av detta efterled är omstridd. En möjlig betydelse är 'skottskog, lågskog'. Efterledet förekommer mest i Jönköpings län, men även i Öster- och Västergötland. En del av namnen på -hester är från vikingatiden, men de flesta är från medeltiden.
Exempel
- Angerdshestra, Småland
- Appelhester, Småland
- Habblahester, sydöstra Västergötland

## -holm/-holma/-holmen
I efterledet -holm ingår dels det dialektala holm och dels holme. När borgar och sätesgårdar under medeltiden började byggas på mindre öar och holmar i sjöar och vattendrag började efterledet -holm uppstå. Vanligtvis betecknade -holm först själva holmen, men senare överfördes -holm på bebyggelsen. Dessa borgar och sätesgårdar hade ofta hög status. Det gjorde att efterledet -holm efter medeltidens slut användes på herresäten, bruk och till och med byar, gårdar och torp, utan att dessa behövde ha anknytning till någon holme.
Vanligast förekommer efterledet -holm i södra Sverige, men även i Mellansverige, när det gäller slott och herresäten. I Dalarna och i Norrland har ett mindre antal byar, gårdar och torp efterledet -holm enbart som statussymbol, liksom sådan bebyggelse i de sydligare delarna av landet.
Exempel på ortnamn med efterledet -holm/-holma/-holmen 
- Arholma
- Hässleholm
- Katrineholm
- Laholm
- Lindholmen (Stockholm)
- Stockholm
- Ängelholm

## -hov
Namnen på -hov konstruerades ursprungligen (med början under 1600-talet) som namn på storgods efter mönster från Tyskland, där herresäten kunde ha namn med efterledet -hof, som också anspelade på betydelsen 'furstehov'. Namn på -hov kunde senare även uppstå genom skämtsam namngivning, som är troligt för Johanneshov.
Exempel på ortnamn med efterledet -hov
- Johanneshov
- Stjärnhov
- Sturehov
- Åkeshov

## -hult/-hylte
| hult |  | hylte |
| hult |  | hylte |

Hult ingår i många ortnamn, både ensamt och som efterled. Dess grundläggande betydelse i ortnamn är troligen enbart 'skog' (oberoende av storlek, trädslag eller användningsområde). En liten del av namnen på -hult är från vikingatiden, men den stora majoriteten uppstod under medeltiden.
Likheter finns i danskan, norskan, engelskan och tyskan. De flesta -hult-namnen finns i Småland men även i Skåne, Blekinge, Halland, Västergötland, Östergötland, Närke, Västmanland och Södermanland finns ett antal. I västra Småland finns även formen -hylte, som har uppkommit genom omljud av -hult.
Exempel:
- Brännehylte, Småland
- Döderhult, Småland
- Hishult, Halland
- Hässlehult, Småland
- Krängshult, Småland
- Kyrkhult, Blekinge
- Sibbhult, Skåne
- Skånes-Fagerhult
- Vilshult, Blekinge
- Älghult, Småland
- Älmhult, Småland

## -hus

hus

Efterledet -hus betyder 'befäst hus, borg'. Detta efterled uppstod i början av 1300-talet.
Exempel:
- Bohus
- Glimmingehus
- Malmöhus
- Tavastehus
- Åhus
- Örbyhus

I ett par fall i mellersta Dalarna har 'os' (åmynning) fått formen -hus.
- Gopshus (utlopp i Siljan)
- Våmhus (utlopp i Spjutmosjön)

## -härad
Efterledet -härad betyder 'bygd', när det gäller sockennamn.
Exempel
- Ekshärad
- Lillhärad
- Vagnhärad

## -hög

hög

Efterledet -hög kan ha olika betydelser. Det kan dels betyda gravhög och dels kan det beteckna en liten naturlig höjd (det mest vanliga). Efterledet förekommer vanligast i Götaland.
Exempel
- Hammenhög i Skåne
- Alfshög i Halland
- Ödeshög i Östergötland

## -ie, -ige
Dessa båda efterled betyder samma sak som -hög. Efterledet -ie finns i Skåne och -ige finns i Halland.
Exempel
- Fjelie i Skåne
- Flädie i Skåne
- Fosie i Skåne
- Hyllie i Skåne
- Veddige i Halland

## -ilt

ilt

Efterledet -hult ändras ofta till -ilt i Halland.
Exempel
- Elmilt
- Fägrilt

## -jaur/-jaure

jaure

Försvenskat samiskt ord för sjö (samiska jávrrie), som används i många områden kring sjöar i Lappland.
- Arvidsjaur av umesamiska Árviesjávrrie
- Njallejaur
- Randijaur
- Galtisjaure
- Palkijaure

## -joki

joki

Efterledet finns i de finsktalande delarna av Norrbottens län. Det betecknar både mindre och större vattendrag; alltså 'bäck, å eller älv'.
Exempel
- Keräsjoki
- Parkajoki

## -järvi

järvi

Även järv, finskt ord för sjö eller tjärn, namn på sjöar och sjönära orter i Lappland och Norrbotten.
- Lansjärv av samiska Lájnnesjávrri
- Morjärv av finska mura 'dy' och järvi 'sjö'
- Vittjärv av norrbottenfinska vitta 'ris, vidja' och järvi 'sjö'
- Jukkasjärvi
- Kainulasjärvi
- Keräntöjärvi

## -kil
Efterledet -kil betyder i Bohuslän vik.
Exempel
- Lysekil
- Tjuvkil
- Varekil

## -kyrka

kyrka

- Botkyrka
- Stenkyrka
- Lillkyrka

## -kärr

kärr

Bebyggelsenamn i Värmland som syftar på 'terräng lämplig för foder- och lövtäkt.
Exempel
- Kroppkärr i Värmland
- Skattkärr i Värmland
- Starrkärr i Värmland

I speciellt sydvästra Västergötland och i norra Halland är kärr ett ord för 'liten sjö', 'tjärn'. 
- Lista över insjöar i Sverige med namn som slutar på -kärr

## -köp
-köp betyder 'köpt gård, köpt mark'.

köp

Exempel på ortnamn med efterledet -köp 
- Gösköp
- Prästköp
- Svensköp

## -köping
-köping betyder 'handelsplats' och förekommer som efterled i namnen på några medeltida städer. Från ordet 'köping' kommer också ortnamnet Köping på Öland samt Köping i Västmanland., vilka då förmodas ha varit centralt belägna handelsplatser där. Efterledet finns i södra och mellersta Sverige och uppstod under medeltiden. Detta ords ursprungliga betydelse är alltså handelsplats och hör ihop med ordet 'köpa'. Senare bestämdes att denna benämning skulle användas för handelsplatser på landet som var filialer till städer där handel undantagsvis var tillåtet i stadens ställe och som var för små för att få stadsprivilegier. Denna benämning kom alltmer att användas på kommuner från och med 1800-talets andra hälft på mindre industriorter med mera. Se vidare i artikeln Köping. Endast en svensk ort har fått ett namn med efterledet -köping sedan den fått tillstånd att bli köping. Det är Malmköping.
Övriga ortnamn med efterledet -köping 
- Enköping
- Falköping
- Jönköping
- Lidköping
- Linköping
- Malmköping
- Norrköping
- Nyköping
- Söderköping
- Äsköping

## -köpinge
Ortnamn på -köpinge förekommer i södra Skåne. -köpinge är dativ singularis av -köping, 'handelsplats'.
Ortnamn med efterledet -köpinge 
- Dalköpinge
- Hököpinge
- Kyrkoköpinge
- Löddeköpinge
- Sireköpinge

## -la
Betydelsen är 'boplats'. Ortnamn på -la finns i de finsktalande delarna av Norrbottens län.
Ortnamn som slutar på -la, exempel 
- Kukkola
- Nikkala
- Pajala

## -land, -landa, -landet
Dess betydelse är 'jordstycke; åker'.
Efterledet -land förekommer nordligare än -landa. Från och med Småland och norra Halland finns -landa upp till och med södra Dalarna och Gästrikland. I Gästrikland och i mellersta Dalarna börjar allmänt de ortnamn som slutar på -land, men de finns även längre söderut, till exempel i norra Bohuslän.
Ursprung från folkvandringstiden, 400–500-talen, och senare.
Exempel på ortnamn med efterledet -land 
- Groland, småort i Bohuslän
- Västland, i nordöstra Uppland
- Kovland, tätort i Sättna socken
- Hålland, by i Jämtland
- Nyland, by i Jämtland
- Bäckland i Nordingrå, Ångermanland
- Själand i Nordingrå, Ångermanland
- Mjällomslandet i Nordingrå, Ångermanland

Exempel på ortnamn med efterledet -landa 
- Arlanda i Uppland
- Brålanda i Dalsland
- Färgelanda i Dalsland
- Karlanda i Värmland
- Skepplanda i Västergötland
- Torslanda socken i Västergötland
- Upplanda i Uppland
- Vetlanda i Småland

## -lax
Ursprungligen av äldre finska "laksi" = vik (modern finska: lahti)
Ortnamn av denna typ förekommer i Norrbotten, till exempel Hortlax och Kallax, och i svenskspråkiga områden i Finland.

## -led
Betydelse: '(landsvägs)grind'.
Exempel
- Åled i Halland

## -lid/-lida/liden
Lid betyder 'backe, sluttning'.
Exempel på ortnamn med efterledet -lid/-lida/-liden 
- Fagerlid i Borås kommun
- Krigslida i Haninge kommun
- Indalsliden i Medelpad

## -lombolo/lompolo
Efterledet -lompolo betyder 'sjöliknande träsk'. Lompolo används speciellt i Lapplands dialekter.
Exempel
- Korpilombolo i Pajala kommun
- Muodoslompolo i Pajala kommun
- Parkalompolo i Pajala kommun

## -lunda

lunda

Det finns 1147 -lunda i Sverige enligt Lantmäteriet.
Efterledet -lunda är känt från början av folkvandringstid och in på medeltiden, främst i Uppland. Betydelsen av -lund är 'skogsdunge'. Dessa namn anses ibland ha haft en religiös betydelse, och Lundanamnet användes ofta (i likhet med Tunanamnen) i kombination med vissa äldre gudanamn, till exempel Fröslunda och Torslunda. Teorier finns att en del av -lunda och -tuna har varit religiösa centra, och ofta lever då de gamla lunda-namnen kvar i form av en sockenkyrka eller mindre by eller stad. Men -lunda kan ofta syfta på en dunge, som i Björnlunda.
Exempel på olika -lunda-kombinationer:
- Alunda i Uppland
- Björnlunda i Södermanland
- Fröslunda i Uppland, koppling till guden Frö
- Närlunda, Södermanland. Anses ha koppling till gudanamnet Njord, vars stam från början är Nerdh-[43].
- Västra Frölunda i Västergötland

## -lycke
-lycke betyder 'inhägnad (liten) åker '.

lycke

Exempel på ortnamn med efterledet -lycke 
- Bylycke i Skåne
- Mölnlycke i Västergötland

## -lösa

lösa

-lösa betyder 'glänta; äng'. Ortnamn på -lösa finns i Skåne, Småland, Öland, Västergötland, Östergötland och trakterna kring Hjälmaren och Mälaren. I landskapen Södermanland och Uppland finns också några -lösa rätt långt från de båda stora sjöarna, som Mellösa socken i Södermanland och byn Älglösa i Films socken i Uppland. Namnen på -lösa uppstod under folkvandringstiden (400–550 e.Kr.).
Enstaka -lösa har uppstått som senare bildningar till adjektivet lös, som till exempel Brödlösa.
Exempel
- Boglösa i Uppland
- Förlösa i Småland
- Gumlösa socken i Skåne
- Harlösa i Skåne
- Kastlösa på Öland
- Västerlösa i Östergötland

På Gotland motsvaras dessa namn av -lause, till exempel Gisslause och Krämplause.

## -löv

löv

De flesta -löv-namnen finns i Skåne. Den ursprungliga formen av efterledet är -lev, som är besläktat med verbet lämna, och har betytt "något efterlämnat", det vill säga arvedel. De äldsta namnen på -löv kommer antagligen från folkvandringstiden (400-550 e.Kr.).
Exempel
- Arlöv i Skåne
- Burlöv i Skåne
- Eslöv i Skåne
- Glumslöv i Skåne
- Härslöv i Skåne
- Svalöv i Skåne
- Vinslöv i Skåne
- Härlöv i Småland

## -mark

mark

Efterledet -mark betyder "gränsområde, gränsskog". I Syd- och Mellansverige syftar -skog ofta på skogsområden och har senare kommit att beteckna en bygd. De norrländska ortnamnen på -mark syftar redan från början på bebyggelse. Det är då frågan om nybyggen i skog eller i utmarken. De flesta av namnen på -mark är från äldre medeltid.
Exempel
- Dagsmark by i Kristinestad, Finland
- Dragsmark i Bohuslän
- Ärtemark i Dalsland
- Skillingmark i Värmland
- Töcksmark i Värmland
- Bullmark i Västerbotten
- Ersmark, Umeå kommun och Ersmark, Skellefteå kommun, två tätorter i Västerbotten
- Sjulsmark i Norrbotten
- Norrmark och Södermark delar av staden Björneborg, Finland

## -minne
Efterledet -minne betyder "mynning". En alternativ variant är "-mynne".
Exempel
- Tvärminne i Hangö stad, Finland
- Åminne på Gotland
- Åminne i Halikko, Finland

## -mo
Efterledet -mo betyder "sandig mark", då mo är namnet på en jordart. 
Exempel
- Hossmo i Småland
- Resmo på Öland
- Värnamo i Småland
- Forsmo i Ångermanland

## -mon
Efterledet -mon är bestämd form av -mo (sandig mark).
Exempel
- Skönsmon i Medelpad
- Älandsmon längs Ramsåsvägen utanför Älandsbro i Ångermanland

## -mora

mora

-mora kommer av mor, 'sumpig granskog'.
Exempel
- Bollmora i Tyresö kommun
- Dannemora i Uppland
- Hedemora i Dalarna

## -myra/myran/myren
Betyder detsamma som myr. Förekommer oftast i norra Sverige.
Exempel
- Sågmyra i Falu kommun

## -måla
Det finns 1156 -måla i Sverige enligt Lantmäteriet.
Efterledet -måla förekommer i ett ganska avgränsat område i Sverige - Småland, Blekinge och Östergötland. Betydelsen är sannolikt "avgränsat, uppmätt jordstycke". Många -måla-namn börjar med ett personnamn och är tidsmässigt vanligast från medeltiden.
Exempel på ortnamn med efterledet -måla 
- Blomstermåla i Småland
- Kråkemåla i Småland
- Mindre platser som Brunnsmåla, Flinsmåla, Haraldsmåla, Hullingsmåla, Hundsmåla, Korpemåla, Njutemåla, Rävemåla, Vitemåla och så vidare.

## -niemi
Efterledet -niemi betyder "udde". Ortnamn på -niemi finns i de finsktalande delarna av Norrbottens län.
Exempel
- Hietaniemi

## -nora, -noret, -nor

noret

Efterleden -nora, -noret kommer av nor, som är ett smalt sund mellan två sjöar.
Exempel
- Sköldnora i Uppland
- Landsnora i Uppland
- Övernora i Dalarna
- Hindsnoret i Dalarna
- Häggnor i Ångermanland

## -näs
Ett näs är en smal landtunga som förenar två större landmassor, men kan även beteckna en långsmal halvö eller en udde.
Exempel
- Bollnäs i Hälsingland
- Höganäs i Skåne
- Korsnäs kommun i Österbotten, Finland
- Skillingenäs i Blekinge
- Skrattnäs i Kristinestad, Finland
- Strängnäs i Södermanland
- Vännäs i Västerbotten
- Ytterlännäs socken i Ångermanland
- Dynäs i Ångermanland

## -oja

oja

Efterledet -oja betyder dike, ibland betecknar ordet naturliga, smala vattendrag av typ bäck och förekommer i de finsktalande delarna av Norrbotten.
Exempel
- Harrioja, by i Nedertorneå socken
- Turunoja, gård i Övertorneå socken

## -om
Ledet-om kan komma av -hem. Se även -um nedan.
Exempel
- Hajom i Västergötland, (Gärdesgårdshem)
- Koppom i Värmland

I de flesta ortnamn som slutar med -om, till exempel Krokom, är det dock en pluraländelse.

## -orp
Efterledet förekommer i Östergötland och är en förkortning av -torp.
Exempel
- Stjärnorp i Östergötland
- Haddorp i Östergötland

## -os
Vanligt vid ortnamn som slutar på -os (å- eller älvmynning) är att det föregås av -r, (genitiv av förledet).
Exempel
- Aros, Västra Aros (Västerås)
- Foskros i Dalarna
- Fredros i Värmland
- Inseros i Västergötland
- Rottneros i Värmland
- Älvros i Härjedalen

## -pää
Efterledet förekommer i de finsktalande delarna av Norrbottens län. Betydelsen är huvud eller ände, spets (i olika geografiska betydelser).
Exempel
- Alapää i Lappland
- Niskanpää i Norrbotten

## -red/-rud/-ryd/-ryda/-röd
Dessa efterled är olika former av samma efterled och betecknar 'röjd mark'. Formerna på -rud (i delar av Västergötland samt i Dalsland, Värmland och västra delen av Närke) och även de bohuslänska efterleden på -röd är västnordiska former. De skånska efterleden på -röd, samt alla former på -red och -ryd är östnordiska former. -rud kommer av urnordiska *ruð och de övriga formerna kommer av *reuð. I fornvästnordiska blev *reuð till *rióðr, som genom omljud blev den bohuslänska ändelsen -röd. En del av efterleden -röd i Bohuslän kommer istället av *ruð. I fornöstnordiska blev *reuð till *riuð, som genom omljud blev -ryd. I Skåne sänktes y, så att efterledet blev -röd. I Halland och i delar av Västergötland blev efterledet -red genom sänkning av y.

### -red

red

Efterledet -red kommer av ett tidigare -ryd. Ortnamn på -red finns i Halland och i den södra delen av Västergötland.
Exempel på ortnamn med -red:
- Knäred i Laholms kommun, Halland
- Ullared i Halland
- Hedared i Borås kommun, Västergötland
- Horred i Marks kommun, Västergötland
- Lagmansered i Trollhättans kommun, Västergötland
- Tollered i Lerums kommun, Västergötland

### -rud

rud

-rud, efterled i många svenska ortnamn, de flesta i Dalsland, Värmland och norra Västergötland, betecknar 'röjd mark'. Namnen på -rud har tillkommit under medeltiden eller senare.
Exempel på ortnamn med -rud:
- Aggerud
- Frykerud
- Långserud
- Mellerud i Dalsland
- Sannerud i Västergötland
- Sillerud i Värmland
- Skållerud i Dalsland
- Övre Ullerud i Värmland

### -ryd/ryda

ryd

-ryd, efterled i många svenska ortnamn, de flesta i Småland, betecknar 'röjd mark'. Många av namnen är från vikingatiden, men de flesta är från medeltiden. En hel del av namnen har från början betecknat slåtter- eller betesmark. Det är också vanligt att nybyggen som anlagts i skogsmark under medeltiden har fått namn som slutar på -ryd.
Exempel på ortnamn med -ryd/-ryda:
- Bredaryd i Småland
- Danderyd i Uppland
- Hällaryd i Blekinge
- Landeryd i Småland
- Markaryd i Småland
- Tofteryd i Småland
- Traryd i Småland
- Unnaryd i Småland
- Vaggeryd i Småland
- Härryda i Västergötland
- Ormaryd i Småland

### -röd

röd

Det finns 1 076 -röd i Sverige enligt Lantmäteriet. De flesta av dessa ligger i Skåne och Bohuslän.
Exempel på ortnamn med -röd:
- Djurröd i Skåne
- Linderöd i Skåne
- Veberöd i Skåne
- Resteröd i Bohuslän

## -rödja, -rödjan

rödjan

Dessa efterled är bildade till fornsvenska rydhia (röja).
Exempel
- Finnerödja i Västergötland
- Björkrödjan, gård i Östergötland
- Sjörödjan, gård i Småland

## -rum

rum

De ortnamn som slutar på -rum finns mest i östra Götaland. Efterledets betydelse är troligen 'öppen plats, öppen mark'. Namnen på -rum uppstod under vikingatiden och medeltiden.
Exempel
- Algutsrum på Öland
- Allerum i Skåne
- Andrarum i Skåne
- Ankarsrum i Småland
- Asarum i Blekinge
- Augerum i Blekinge
- Gärdserum i Östergötland
- Gålrum på Gotland
- Virserum i Småland
- Överum i Småland
- Byarum i Småland

## -rup/-erup
Som ersättning för det ursprungliga -arp har ibland i Skåne och Halland formerna -rup/-erup uppkommit. Dessa utvecklades på Själland, och infördes i Skåne genom danskt skriftspråk före den svenska erövringen.
Exempel
- Hjärup i Staffanstorps kommun
- Löderup i Ystads kommun
- Skurup i Skurups kommun

## -rå
De sju platser som har ortnamn med -rå ligger i Ångermanland, Medelpad och Hälsingland. Dessa sju orter är alla kyrksocknar. De flesta av dem ligger längs kusten i Medelpad och Ångermanland. Arbrå i Hälsingland och Multrå i Ångermanland ligger dock i inlandet. Av dessa namn är förledet i alla, utom Bjärtrå, Multrå och Timrå, ett förled som syftar på inbyggare. Efterledet skrevs förr som -radh, som betyder bygd i de allra flesta fall. Timrå har ett dunkelt förled och efterledet kan antingen tolkas som 'bygd' eller 'liten (skogbeväxt) myr'. Ortnamnet Multrå kan tolkas som att efterledet '-radh', -rå kan vara ett dialektord som betyder 'liten (skogbeväxt) myr'. Förledet Mult- (också ett dialektord) betyder då 'hjortron' och Multrå betyder alltså 'hjortronmyr'. Om -rå däremot tolkas som bygd kan inte förledet tolkas alls.

## -sala

sala

-sala kommer av ordet 'sal', vars ursprungliga betydelse var 'byggnad med ett rum'. Ordet sal hade fått en dubbel betydelse i fornspråket, så att det kunde betyda både 'tillfällig bostad, härbärge, bod' och så vidare och 'festsal, hallbyggnad'. I den sistnämnda betydelsen kan sal ha syftat på prestigebyggnader som kan knytas till centralorter. Dessa ortnamns tillkomsttid är dels förhistorisk dels medeltida.
Exempel
- Odensala i Östersund i Jämtland
- Odensala i Uppland
- Onsala
- Samsala
- Uppsala
- Vaksala

## -sar, -sor, -sår, -såra
Av det finska ordet för ö (saari). Ortnamn med detta efterled förekommer främst i de svenskspråkiga delarna av Finland samt på Åland.
Exempel
- Pensar i Nagu
- Åvensor i Korpo
- Högsåra i Kimitoöns kommun

## -sel/-sele/-sela
Efterledet -sel eller -sele förekommer i Norrland. Ett sel är ett lugnt strömmande vattenparti mellan två forsar.
Exempel på ortnamn med ändelsen -sel/-sele 
- Mellansel
- Vidsel
- Edsele
- Junsele
- Lycksele
- Långsele
- Ramsele
- Sorsele
- Svansele

## -säl/-sälen
Dessa efterled förekommer i delar av Dalarna, speciellt i Malung-Sälens kommun, och betyder fäbodvall.
Exempel
- Budsäl
- Matsäl
- Kappsjösälen
- Kvillssälen

## -sike
Exempel på ortnamn med efterledet -sike 
- Alsike i Uppland
- Onsike i Uppland

## -sjö/-sjön
Exempel
- Eksjö i Småland
- Femsjö i Småland
- Gnosjö i Jönköping
- Klövsjö i Jämtland
- Mullsjö i Jönköping
- Norsjö i Västerbotten
- Nässjö i Småland
- Stensjö i Halland
- Svärdsjö i Dalarna
- Sävsjö i Småland
- Yngsjö i Skåne
- Grövelsjön
- Insjön

## -skeda/-skede
Efterledet kan i Götaland komma av ett dialektord för 'gräns', möjligen åsyftande 'rågång'. I Svealand, till exempel i Enskede, kan -skede komma av ett dialektord skede '(skiljande) åsrygg'.
Exempel
- Fyrskeda
- Ristskeda
- Enskede i Stockholm

## -skog

skog

Efterledet -skog betyder skogsbygd, utmarksskog och förekommer ofta i namn på kyrksocknar i Värmland och Dalsland.
Exempel
- Hanaskog i Skåne
- Brunskog i Värmland
- Dalskog i Dalsland
- Skog i Ångermanland

## -skruv
Efterledet '-skruv', finns endast i Smålands sydöstra delar, mest i Kronobergs län. Dialektalt kan -skruv betyda 'strut', och har kopplats till någon slags smältugn i medeltidens järnhantering.
Exempel
- Arnaskruv
- Gullaskruv
- Hageskruv
- Kylleskruv
- Källeskruv
- Tikaskruv
- Älgaskruv

## -sta

sta

Det finns 2 276 -sta i Sverige enligt Lantmäteriet.
Efterledet -sta förekommer främst i Mellansverige och i Norrland till och med Ångermanland, och är även vanligt i Norge och på Island. Detta efterled är känt från strax efter Kr.f. fram till vikingatiden. Den ursprungliga användningen av -sta/-stad kan gälla bebyggelser, ägor och naturlokaler. Efterledet har ansetts komma av det fornnordiska ordet stadher med betydelsen ställe, plats. Denna uppfattning har under senare år ifrågasatts.
En tolkning knyter efterledet istället till stad, i betydelsen kant, rand, och tolkar sta-efterledet mer specifikt som gränsområde, utmarker, nybygge och att platsen på något sätt är av underordnad rang. Det skulle stå för mindre gårdar och platser i utkanten av eller mellan äldre platser, gårdar som var underställda och fick betala i form av naturvaror till mer betydelsefulla huvudgårdar. De är generellt blygsammare och enklare än -lunda- och -tuna-orterna, och de uppvisar mindre antal fornminnen och gravfält. Många av de nyare gravfälten under vikingatid läggs dock vid staorter. Sta-namnen används ibland i samband med ett förnamn, som kan vara förste gårdsägaren eller röjaren av området, men oftare med förled från modergården, till exempel Kjulsta gård anläggs en bit från det äldre Kjula. I Mellansverige finns även efterledet -sta i betydelsen båthamn. -sta förekommer också som torpnamn på 1600-talet och på sentida egnahem och torp från sent 1800- och tidigt 1900-tal.
Exempel på ortnamn med -sta:
Västerbotten
- Bösta i Umeå kommun

Ångermanland
- Bjästa ort i Örnsköldsviks kommun
- Billsta ort i Örnsköldsviks kommun
- Docksta ort i Kramfors kommun
- Bollsta ort i Kramfors kommun
- Kåsta ort i Kramfors kommun
- Barsta ort i Kramfors kommun
- Järnsta ort i Kramfors kommun

Medelpad
- Allsta i Sundsvalls kommun
- Birsta i Sundsvalls kommun
- Klingsta i Sundsvalls kommun
- Korsta i Sundsvalls kommun
- Kävsta i Sundsvalls kommun
- Ljusta i Sundsvalls kommun
- Lucksta i Sundsvalls kommun
- Nacksta i Sundsvalls kommun
- Åsta i Sundsvalls kommun
- Vivsta i Timrå kommun
- Fränsta i Ånge kommun
- Hallsta i Ånge kommun

Jämtland
- Svenstavik (av Svensta gård) i Bergs kommun
- Kingsta i Krokoms kommun
- Kougsta i Krokoms kommun
- Könsta i Krokoms kommun
- Kösta i Krokoms kommun
- Håkansta i Åre kommun
- Svensta i Åre kommun
- Fillsta i Östersunds kommun
- Korsta i Åre kommun
- Gusta i Åre kommun
- Ångsta i Östersunds kommun

Gästrikland
- Flösta
- Hagsta
- Koffsta
- Koversta
- Rångsta

Dalarna
- Avesta

Uppland
- Bålsta
- Ensta i Täby kommun
- Hacksta i Enköpings kommun
- Högsta
- Kista
- Knivsta
- Krogsta
- Kårsta i Vallentuna kommun
- Malsta i Norrtälje kommun
- Märsta
- Orkesta i Vallentuna kommun
- Rocksta i Vallentuna kommun
- Råcksta i Stockholms kommun
- Tensta i Stockholms kommun
- Valsta
- Ölsta

Västmanland
- Björksta
- Fagersta
- Irsta

Södermanland
- Bogsta i Nyköping
- Farsta stadsdel i Söderort i Stockholm
- Glömsta i Huddinge kommun
- Gnesta
- Helgesta i Flen
- Hållsta, Eskilstuna kommun i Eskilstuna
- Tungelsta i Västerhaninge

Närke
- Blacksta i Örebro kommun
- Fjugesta, ort i Lekebergs kommun
- Gällersta, i Örebro kommun
- Sköllersta, i Hallsbergs kommun

Småland
- Alvesta

Efterledet -sta kan ibland ha andra betydelser än övriga -stanamn. En namntyp som är vanlig i Mälardalen, och särskilt i Uppland, är Lövsta. I Uppland finns bland annat Lövstabruk i Österlövsta socken (Løstum 1312) samt Västerlövsta socken (Løstum 1344). Dessa namn innehåller ett forntida ord, *löst 'glänta'. Samma ord innehåller Lojsta socken ((i) Løstum 1412) på Gotland.
Eksta socken ((til) Aista) på Gotland har fått sitt namn av en försvunnen gård, *Este. Det kan vara ett namn på ett vattendrag, *Aist 'den hastigt rinnande'. Senare har namnet blivit Eksta, så att det skulle verka mer begripligt.
Namnet på stadsdelen Nälsta (Nærthastaff 1354) i Västerort i Stockholms kommun betyder 'guden Njords stav'.

## -stad

stad

Efterledet -stad förekommer i Götaland och i Värmland. I ortnamn kan det ha samma betydelse som -sta i övriga delar av landet. Men efterledet kan också betyda stad (köpstad) i administrativ bemärkelse. I dessa fall har -stad som förled namnet på en kung, prins eller drottning (med undantag av Strömstad). I Finland är förledet namnet på en adlig person. Dessa officiellt namnsatta städer i Sverige och Finland fick stadsrättigheter under 1500–1600-talet.
Ortnamn med efterledet -stad  med administrativ betydelse
- Strömstad[65] i Bohuslän
- Filipstad i Värmland
- Karlstad i Värmland
- Kristianstad i Skåne
- Mariestad i Västergötland
- Brahestad i Norra Österbotten
- Jakobstad i Österbotten
- Kristinestad i Österbotten
- Nystad i Egentliga Finland

Exempel på ortnamn med efterledet -stad utan administrativ betydelse 

städe

- Blackstad
- Båstad
- Färjestad
- Halmstad i Halland
- Lyrestad
- Pilgrimstad
- Segerstad på Öland

## -städe
Efterledet -städe förekommer enbart på Gotland. Det har en betydelse liknande -sta och -stad, det vill säga "ställe, plats".
Exempel på ortnamn med efterledet -städe 

sund

- Tingstäde på Gotland

## -suando/-suanto
Exempel
- Junosuando i Pajala kommun
- Karesuando i Kiruna kommun
- Kätkesuando i Pajala kommun
- Nurmasuanto i Kiruna kommun

## -sund/-sunda
Av ordet sund.
Exempel
- Erikssund i Uppland
- Iggesund i Hälsingland

sunda

- Kvicksund i Västmanland/Södermanland
- Oxelösund i Sörmland
- Stenungsund i Bohuslän
- Stocksund i Uppland
- Strömsund i Jämtland
- Östersund i Jämtland

## -sälja
-sälja är en pluralform av ordet säl som är bildat efter ordet -sal, och har antagligen samma innebörd som efterledet -sala, dvs, 'byggnad med ett rum'. Ordet sal hade fått en dubbel betydelse i fornspråket, så att det kunde betyda både 'tillfällig bostad, härbärge, bod' och så vidare och 'festsal, hallbyggnad'. Dessa ortnamns tillkomsttid är dels förhistorisk dels medeltida.
- Norrsälja i Uppland
- Västersälja i Uppland

## -säter/-sätt/-sätter/-sätra/-sättra
Säter/sätt/sätter/sätra/sättra betyder 'utmarksäng, skogsäng'.
Som bebyggelsenamn har flest -säter-namn tillkommit under vikingatiden och medeltiden. -säter-namnen finns från Småland och Öland i söder till Norrbotten i norr. De är vanligast i Mellansverige.
Exempel på ortnamn med efterleden -säter/-sätt/-sätter/-sätra 
- Dvärsätt, tätort i Jämtland
- Finnsäter, byar i Alsen och Offerdal i Jämtland
- Flögsätter i Ångermanland
- Gallsäter, by i Ångermanland
- Gössäter, tätort i Västergötland
- Hagsätra, stadsdel i Stockholm
- Kungsäter, by i Halland
- Molnsättra, herrgård i Uppland
- Olsäter, by i Värmland
- Stensätter i Ångermanland

## -sätern

sätern

Efterledet betyder 'fäbodvallen' och förekommer i Värmlands, Dalarnas, Härjedalens och Jämtlands skogs- och fjälltrakter.
Exempel
- Brändsätern
- Kårebolssätern

## -ta/-tan/-taka
Är ett särskilt i Värmland och Dalsland förekommande variant av efterledet -täkt, alltså en nyodling eller utäga.
Det finns också flera exempel på att -ta-namn gett upphov till "falska" -sta-namn.
- Järpetan i Grava socken, Karlstads kommun
- Segoltan i Eds socken, Grums kommun

## -tofta

tofta

-tofta är en sydvästlig variant av -tomta. Båda efterleden kommer av tomt. -tofta finns i Skåne, Småland, Halland, Västergötland och Bohuslän. I bebyggelsenamn anses ändelsen betyda 'enskild mark med hus', eller 'äng; beteshage'. De äldre namnen på -tofta är från vikingatiden. Men namnen har även varit produktiva under medeltiden och under nyare tid.
Exempel
- Bulltofta i Malmö kommun i Skåne
- Bringetofta i Nässjö kommun i Småland
- Jälluntofta i Hylte kommun i Småland
- Vartofta i Falköpings kommun i Västergötland

## -tomta
-tomta finns i Småland, Västergötland, Östergötland och hela Mellansverige. Även i Hälsingland finns några namn på -tomta. Liksom namnen på -tofta har -tomta uppkommit under vikingatiden, medeltiden och nyare tid.
Exempel
- Altomta i Uppland
- Örtomta i Östergötland
- Stigtomta i Södermanland
- Älvtomta i Örebro
- Björtomta i Hälsingland

## -torp/-torpa/-torpet
De första svenska -torpnamnen fanns i Skåne senast under 800-talet. Troligen har torp ursprungligen betytt 'hägnad'. Beydelsen har senare kommit att bli 'inhägnat område' och sedan 'betesmark. Därifrån har betydelsen skiftat till 'nybygge (på betesmark)'. En stor majoritet av -torp-namnen kan betyda 'nybygge', 'utflyttad gård'. Bebyggelsenamnen påBebyggelsenamnen -torp spred sig mot norr från Danmark och i Danmark och Skåne fanns dessa namn på vikingatiden. I Västergötland kom de lite senare, troligtvis vid vikingatidens slut. I Södermanland och Uppland finns mycket få -torp-namn som är förmedeltida och norr om Dalälven är -torp-namnen fåtaliga.
Namnen på -torp spred sig mot norr från Danmark och i Danmark och Skåne fanns dessa namn på vikingatiden. I Västergötland kom de lite senare, troligtvis vid vikingatidens slut. I Södermanland och Uppland finns mycket få -torp-namn som är förmedeltida och norr om Dalälven är -torp-namnen fåtaliga.
Bebyggelsenamnen -torp spred sig mot norr från Danmark och i Danmark och Skåne fanns dessa namn på vikingatiden. I Västergötland kom de lite senare, troligtvis vid vikingatidens slut. I Södermanland och Uppland finns mycket få -torp-namn som är förmedeltida och norr om Dalälven är -torp-namnen fåtaliga.
Under Gustav Vasa klassades mindre gårdar som torp, och de tillhörde då den lägsta skatteklassen för skatt till kronan. Under 1600-talet kom beteckningen torp alltmer att användas om små jordbruk som ingick i en större egendom (större gårdar, herrgård eller statsägd mark (kronans mark), men som brukades av annan än markägaren. Brukaren, kallad torpare, betalade då "hyra" till ägaren i form av dagsverken.
Varianter är -arp, -orp och det skånska -rup.
Exempel på ortnamn med efterledet -torp
- Anderstorp i Småland
- Asmundtorp i Skåne
- Bondstorp i Småland
- Hillerstorp i Småland
- Olstorp i Västergötland
- Perstorp i Skåne
- Staffanstorp i Skåne
- Teckomatorp i Skåne
- Åstorp i Skåne
- Västertorp i Hägersten i Stockholm

## -träsk

Spridning av sjöar med namn på -träsk och -träsket i Sverige

Träsk är ett gammalt namn för sjö, som används främst i norra Sverige (Västerbottens län och Norrbottens län), på Gotland och i Svenskfinland. I Norrland är -träsket ett mycket vanligare efterled för sjöar än -träsk. Däremot får bebyggelsenamn gärna -träsk som efterled när det ligger vid en sjö med efterledet -träsket. Ett exempel är tätorten Burträsk som ligger vid sjön Burträsket.
Exempel på ortnamn med efterledet -träsk 
Bebyggelsenamn i Norrland
- Abborrträsk i Lappland
- Avaträsk i Lappland
- Bastuträsk i Västerbotten
- Burträsk i Västerbotten
- Ekträsk i Västerbotten
- Glommersträsk i Lappland
- Klöverträsk i Norrbotten
- Korsträsk i Norrbotten
- Lakaträsk i Norrbotten
- Långträsk i Norrbotten
- Sandträsk i Norrbotten
- Vistträsk i Norrbotten
- Åsträsk i Västerbotten
- Örträsk i Norrbotten

## -tuna
se även Tuna (ortnamn)

tuna

Det finns cirka 120 -tuna i Sverige.
Ortnamnet Tuna härstammar från det urgermanska ordet tun, som betydde gärdesgård (gårdstun). I tyska Zaun=gärdesgård finns denna betydelse kvar, men i engelska och i de nordiska språken har betydelsen förändrats till inhägnat område. Denna betydelse finns i det engelska ortnamnsefterledet -ton (till exempel Brighton) samt ordet town (stad), liksom i norska tun och isländska tún. Vad ordet tun egentligen betytt i ortnamn är osäkert. Forskare har föreslagit "inhägnad plats= handelsplats" eller "befäst plats". Många tuna-orter har under järnåldern varit centralorter i respektive trakt. Än idag används ordet tun på Gotland som beteckning för äng eller hage nära eller invid en gård.
Tunanamnen anses ha uppkommit under äldre järnåldern och sedan spritts vidare under den yngre järnåldern. Kärnområdet är Mälarlandskapen och cirka hälften av -tunanamnen där finns i Uppland. En del av -tunanamnen har uppenbarligen använts som term för 'centralort för territoriell administration'.
Ursprungligen tycks vissa orter med efterledet -tuna ha haft en religiös betydelse, och Tunanamnet användes ofta i kombination med vissa äldre gudanamn, till exempel Frötuna, Torstuna och Ultuna.
Oenighet föreligger bland forskarna om tuna-namnen alltid skulle syfta på centralorter, eller om det skulle kunna finnas en hel del sådana namn som betecknar mindre betydelsefull bebyggelse.
Kommuner med ett Tuna :

- Vimmerby
- Södertälje
- Ekerö
- Upplands-Bro
- Sigtuna
- Västerås
- Knivsta
- Tierp
- Hudiksvall
- Sundsvall
- Timrå
- Luleå

Exempel på ortnamn med efterledet -tuna 

- Almtuna
- Biskopstuna
- Dingtuna
- Eskilstuna
- Färentuna
- Hälsingtuna
- Nåntuna i Uppsala
- Närtuna
- Sigtuna
- Skepptuna
- Skultuna
- Sollentuna
- Tortuna i Västmanland
- Ultuna
- Vallentuna
- Östuna

## -udden
Exempel

udden

- Aspudden, stadsdel i Söderort, Stockholm
- Böndalsudden gård i Tryserums socken i Småland
- Lerudden gård i Boda socken, Värmland
- Risudden samhälle i Övertorneå socken i Norrbotten
- Rävelsudden i Nordingrå socken, Ångermanland

## -um
-um, (-hem) betyder 'boplats', 'gård'.
Exempel på ortnamn med efterledet -um 
- Bjärnum i Hässleholms kommun
- Kvänum i Vara kommun Västergötland
- Lerum i Lerums kommun, Västergötland
- Hasslum i Skövde kommun, Västergötland
- Ugglum i Partille kommun, Västergötland
- Verum i Hässleholms kommun, Skåne
- Helgum i Ångermanland

-um kan också vara en pluraländelse.
Det finns också "falska" -um, som Ucklum i Bohuslän, där -um kommer av ändelsen -landa  (Auklanda kirkia 1388).

## -vaara/-vara

vaara

Finskt ord för berg. Förekommer i Norrbottens län (och enstaka ställen i Västernorrlands län).
Exempel på ortnamn med efterledet -vaara/-vara 
- Kaunisvaara i Pajala kommun
- Nattavaara i Gällivare kommun
- Nilivaara i Gällivare kommun
- Svappavaara i Kiruna kommun

## -vad
Ordet betyder 'vadställe'. Detta efterled förekommer mest i Götaland, allra mest i Västergötland, men det finns också på vissa ställen i Svealand.
Exempel på ortnamn med efterledet -vad 
- Kvinnevad, Skåne
- Genevad, Halland
- Sjönevad, Halland
- Yllevad, Halland
- Hjältevad, Småland
- Hyndevad, Södermanland
- Svennevad, Närke
- Själevad, Ångermanland

6 sockennamn i Västergötland:
- Härjevad
- Lavad
- Ottravad
- Tidavad
- Tråvad
- Ullervad

## -vall/-valla

valla

Efterledet betyder 'slät, gräsbevuxen mark'.
Exempel
- Arnäsvall i Ångermanland
- Axvall i Västergötland
- Hudiksvall i Hälsingland
- Högevall i Skåne
- Laisvall i Lappland
- Sundsvall i Medelpad
- Återvall i Uppland
- Edsvalla i Värmland
- Edvalla i Uppland
- Solvalla i Storstockholm
- Torvalla i Jämtland
- Törnevalla i Östergötland
- Uddevalla i Bohuslän
- Vivalla i Närke
- Ölmevalla i Halland

## -vallen

vallen

Efterledet betyder fäbodvallen, och förekommer i Värmlands, Dalarnas och Norrlands skogs- och fjälltrakter.
Exempel
- Nyvallen i Härjedalen
- Nordingråvallen

## -vare
Samiskt ord för berg.

vare

Exempel på ortnamn med efterledet -vare 
- Gällivare i Norrbottens län

## -vattnet

vattnet

Efterledet -vattnet är i Norrland vanligt förekommande i bebyggelsenamn, främst i Jämtland och övre Norrland, i stället för -sjö, -sjön, men förekommer även på andra ställen, exempelvis i Bohuslän och Värmland.
Exempel
- Örevattnet, gård i Västerlanda, Bohuslän
- Lekvattnet, socken i Värmland
- Långvattnet, by i Åsele kommun, Lappland
- Jormvattnet, by i norra Jämtland
- Ökvattnet, by i Norrbotten

## -vi/-ve
Efterleden -vi, -ve har betydelsen "helig plats", "kultplats" eller "offerplats", se Vi (helgedom). Ofta är dessa platser högt belägna. De sammansatta namnen på -vi finns från mellersta Öland i söder, Karlevi, till trakten av Leksand i norr, Ullvi. I Västergötland är efterledet -ve. Osammansatta namn på Vi finns bland annat i Gästrikland, Hälsingland och Medelpad. I Värmland finns det osammansatta Ve, (ett par gårdar i Väse), och i Skåne finns Vä i Kristianstad. Ortnamnen på -vi är bland de äldsta ortnamnen i Sverige. De bildades från tiden strax e.Kr och fram till kristnandet av Sverige.
Exempel på platser med efterledet vi :
- Folkavi - by i Lekebergs kommun
- Frövi - ort i Lindesbergs kommun, (j) Ffrødehwi 1457. Betydelsen är 'starkt växande skog'.[77][78] Detta Frövi-namn (i Näsby socken) är alltså ett "oäkta vi-namn", till skillnad från gårdsnamnen Frövi i Edsbergs socken i Närke och Frövi i Skultuna socken i Västmanland[79]
- Götevi - by i Mjölby kommun
- Hellvi - socken på Gotland
- Kåvi - gård i Örebro kommun
- Odensvi - socken i Västerviks kommun
- Locknevi (Lødhkonuwj 1371 - fruktbarhetsgudinnans tillnamn luddkona, besläktat med bland annat ordet luden syftande på växtlighet, ingår i namnet, detta gäller även Luggude härad i Skåne[80]) - socken i Vimmerby kommun utanför Västervik
- Skedevi - socken i Finspångs kommun
- Snarvi - gård i Lekebergs kommun
- Stora Skedvi - kyrkby i Säters kommun
- Torsvi - kyrkby i Enköpings kommun
- Ullvi - by i Leksands kommun, Dalarna
- Vrinnevi i Norrköpings kommun
- Västra Skedvi - kyrkby i Köpings kommun
- Frösve - Skövde-trakten. Betydelsen kan vara kultplats till guden Frös ära eller också kan -ve betyda 'skog'.[81]

Efterledet -vi kan ibland även ha en annan betydelse än "helig plats", "kultplats", eller "offerplats":
- Medevi - äldre form Midhianwidh, efterledet widh(er) betyder "skog". Även Frövi i Näsby socken anses ha denna betydelse.

Att efterledet -vi i många fall betyder "skog" har hävdats av bland annat Jöran Sahlgren. Vissa av Sahlgrens åsikter har på senare tid ifrågasatts.

## -ved/-vid
Detta efterled finns i Götaland och i Södermanland och har två olika betydelser.
1. Betydelsen är 'skog'.
Exempel på ortnamn med efterledet -ved, -vid 
- Gislaved i Småland
- Åtvid i Östergötland
- Öved i Skåne

2. Betydelsen är 've', 'vi' (helig plats, kultplats).
- I Östergötland har dessa namn ofta både stavningen -vid och stavningen -vi.

Exempel på ortnamn med efterledet -ved, -vid 
- Kinneved i Västergötland
- Tyrved i Södermanland
- Alguvid, även Alguvi i Östergötland
- Disevid, även Disevi i Östergötland
- Skedevid, även Skedevi Tjärstad i Östergötland

## -vik/-vika/-viken
Vik är en inbuktning, båge eller krök på en strandlinje.
Exempel på ortnamn med efterledet -vik/-vika/-viken 
- Arvika
- Höllviken
- Köpingsvik
- Ludvika
- Sandviken
- Västervik
- Hummelviken
- Kåstaviken
- Norrfällsviken
- Sprängsviken

## -å/-eå

eå

Efterledet -å betecknar läge vid en å. Efterledet -eå kan ibland beteckna läge vid älv.
Utefter den norrländska kusten (speciellt i Västerbotten och Norrbotten) finns ett antal större och mindre orter som slutar på -eå. De ligger nära utloppet av åar eller (i de flesta fall) älvar. Några orter som slutar på -eå har inte ett kustnära läge, nämligen Gideå och Sollefteå i Ångermanland och Simeå i Hälsingland. Ursprungligen har de orter som nu slutar på -eå slutat på -a (ackusativform -o). Senare har nominativformen kommit att sluta på -e. Stavningen -eå kan då ses som en kompromiss mellan de båda vokalerna e och o. Stavningen har nog också påverkats av ordet å, som dialektalt även kan beteckna älvar, till exempel Umeå vid Ume älv.
Exempel på ortnamn med ändelsen -å 
- Laxå i Närke
- Malå i Lappland
- Nordanå i Västerbotten
- Skogså i Norrbotten
- Svanå i Västmanland

Exempel på ortnamn med ändelsen -eå 
- Bygdeå i Västerbotten
- Gideå i Ångermanland
- Luleå i Norrbotten
- Piteå i Norrbotten
- Råneå i Norrbotten
- Skellefteå i Västerbotten
- Sollefteå i Ångermanland
- Umeå i Västerbotten

## -åker/-åkra
Efterledet -åker finns i de mellersta och norra delarna av Sverige, medan ändelsen -åkra finns i de södra delarna av landet. I de flesta fall betyder -åker liksom nu 'odlad mark'. I vissa fall kan -åker beteckna 'kultplats', det vill säga i de fall förledet är ett gudanamn, som i Friggeråker, Frösåker och Torsåker. Dessa kultbetecknande mellansvenska -åker/-åkra har troligen bildats under folkvandringstid, medan många andra -åker/-åkra har bildats under medeltiden.
Exempel på ortnamn med efterledet -åker/-åkra 
- Bergsåker i Medelpad
- Friggeråker i Västergötland
- Frösåker i Uppland
- Jönåker i Södermanland
- Tvååker i Halland
- Undersåker i Jämtland
- Vingåker i Södermanland
- Fröåkra i Västergötland
- Glimåkra i Skåne
- Slättåkra i Halland
- Ödåkra i Skåne
- Österåker i Uppland
- Nordanåker i Ångermanland
- Sunnanåker i Ångermanland

## -åna
Efterledet betyder 'ån' och förekommer i trakten av Laxå samt i angränsande del av Västergötland och förekommer även i till exempel Värmland, där även ortnamnet Öna förekommer som gårdsnamn (betyder ö eller upphöjning i landskapet). Ändelsen -na är en gammal ackusativändelse i femininum (jämför isländska).
Laxå har inte med fisksorten lax att göra utan skrevs ursprungligen som det andra ortnamnet Lassåna nedan och syftade på en vägbank, "lad" i ån Laxån där Eriksgatan passerade. Namnet gällde ursprungligen denna å (i Lassåhna 1529).
Värmland
- Svartåna i Brunskogs socken
- Tväråna i Östmark

Laxåtrakten
- Lassåna
- Stavåna

Västergötland
- Haddåna i Amnehärad
- Öxnåna i Ardala församling (före 1 januari 2006 i Vinköls församling)

## -ånger

ånger

Ordet -ånger förekommer i Sverige längs med kusten från norra Uppland (Finnerånger) till norra Västerbotten (Lövånger). -anger-namn är även vanligt förekommande i ortnamn och sjönamn längs hela Norges kust (Hardanger, Geiranger, Høyanger, Stavanger mm), och i ett fall i Danmark (Hvidanger). Namnet anses ha kommit till Sverige västerifrån, sannolikt med en tidig invandring av en jordbrukande befolkning från Norge till Mellannorrland. Ordet kommer av fornsvenska angr och är ett terrängord som anger att orten ligger eller låg vid en havsvik eller fjord, (viken kan ha uppgrundats av landhöjningen, och ibland förvandlats till en sjö). De äldsta ortnamen anses ha bildats senast vid vår tideräknings början, och de yngsta under vikingatid. Ånger och anger har betydelsen havsvik främst när det förekommer som efterled i namnet, men samma betydelse återfinns även i förledet i landskapsnamnet Ångermanland och i Ångermanälven.
Exempel
- Finnerånger i Uppland
- Enånger i Hälsingland
- Harmånger i Hälsingland
- Lönnånger i Hälsingland
- Njutånger i Hälsingland
- Selånger i Medelpad
- Ullånger i Ångermanland
- Vålånger i Ångermanland
- Lövånger i Västerbotten

## -ås/-åsa
Exempel
- Alingsås
- Borås
- Garsås i Dalarna
- Hindås
- Maggås
- Tranås
- Ulvåsa i Motala kommun i Östergötland
- Värsås i Skövde kommun i Västergötland

I några fall har 'os' eller 'aros' med betydelsen 'åmynning' ombildats till -ås. Exempel:
- Djurås
- Faurås
- Västerås (av 'aros')

## -äng, -ängen, -änge, -änget
I Götaland och Svealand används efterleden -äng och -ängen. På Gotland och i Norrland används efterleden -änge och -änget. I Gästrikland och Hälsingland används också efterleden -äng och -ängen och i Dalarna från och med Siljan används även efterleden -änge och -änget. I nordligaste Svealand och i sydligaste Norrland förekommer alltså blandat bruk av dessa efterled.
Exempel
- Gullänget i Ångermanland
- Kungsängen i Uppland

## -ö, -ön
- Alnön
- Hammarö i Värmland
- Karlö utanför Uleåborg, Finland
- Lidingö i Stockholm
- Malmön i Västmanland
- Visingsö
- Ängsö i Västmanland

## -ör
Betydelse: '(grus)bank'. Se även ör.
- Kungsör
- Skanör i Vellinge kommun i Skåne

## -öse
-öse kommer av os, som betyder 'åmynning'.
Exempel
- Lödöse

## Vanliga ortnamnsefterled från folkvandringstid
Vanliga ortnamnsefterled från folkvandringstid och in på vikingatid är till exempel -by, -sta (eller -stad), -lund eller -lunda och -tuna. De båda sistnämnda tillsammans med efterledet -vi anses ha mer anknytning till religiösa samlingsplatser. Bruket av förvaringsbodar vid slåttermarker har också gett upphov till särskilda namnformer som slutar på -boda.